# 旭川の野外彫刻
旭川の野外彫刻（あさひかわのやがいちょうこく）は、北海道旭川市における野外彫刻。

## 平和通買物公園の野外彫刻
- 『座標／作者：多田美波』－高さ約28mの巨大なクエスチョンマーク型の彫刻。ステンレス製。
- 『若い女／作者：佐藤忠良』－中原悌二郎賞を受賞したこともある佐藤忠良の作品
- 『サキソフォン吹きと猫／作者：黒川晃彦』－サキソフォン吹きとそれを見つめる猫の組合せの彫刻。
- 『若い女・夏／作者：佐藤忠良』－中原悌二郎賞を受賞したこともある佐藤忠良の作品
- 『開拓のイメージ／作者：中井延也』－高さ約21mの鉄製彫刻。
- 『鳥人譜／作者：一色邦彦』
- 『手／作者：木内禮智』－「手の噴水」として知られる

手の噴水（平和通買物公園）

## 7条緑道の野外彫刻
- 『人間／作者：加藤顕清』-設置場所：７条通５丁目
- 『母子像／作者：加藤顕清』-設置場所：７条通５丁目
- 『人間像・青年／作者：加藤顕清』-設置場所：7条通6丁目
- 『思惟像／作者：加藤顕清』-設置場所：7条通6丁目
- 『男子座裸像／作者：加藤顕清』-設置場所：7条通7丁目
- 『婦人像・着衣／作者：加藤顕清』-設置場所：7条通7丁目
- 『開拓のイメージ／作者：中井延也』-設置場所：平和通買物公園との交差点に設置
- 『婦人像・裸立／作者：加藤顕清』-設置場所：7条通8丁目

## 常磐公園の野外彫刻
- 『岩村通俊像／作者：田村史郎』－初代北海道庁長官の銅像
- 『永山武四郎像／作者：北村西望』－第2代北海道庁長官の銅像
- 『風雪の群像／作者：本郷新』－北海道開拓記念碑として作成
- 『人間の森／作者：ザッキン』－キュビズム（立体派）的な作品
- 『雄弁／作者：ブールデル』－フランスの巨匠ブールデルの作品
- 『行列／作者：三木俊治』－第20回中原悌二郎賞優秀賞の作品
- 『地／作者：空充秋』－第16回中原悌二郎賞優秀賞の作品
- 『生きる／作者：空充秋』－第19回中原悌二郎賞の作品
- 『傾くかたち '84／作者：山口牧生』-第14回中原悌二郎賞代替
- 『風の塔　No.8／作者：大成浩』-第18回中原悌二郎賞

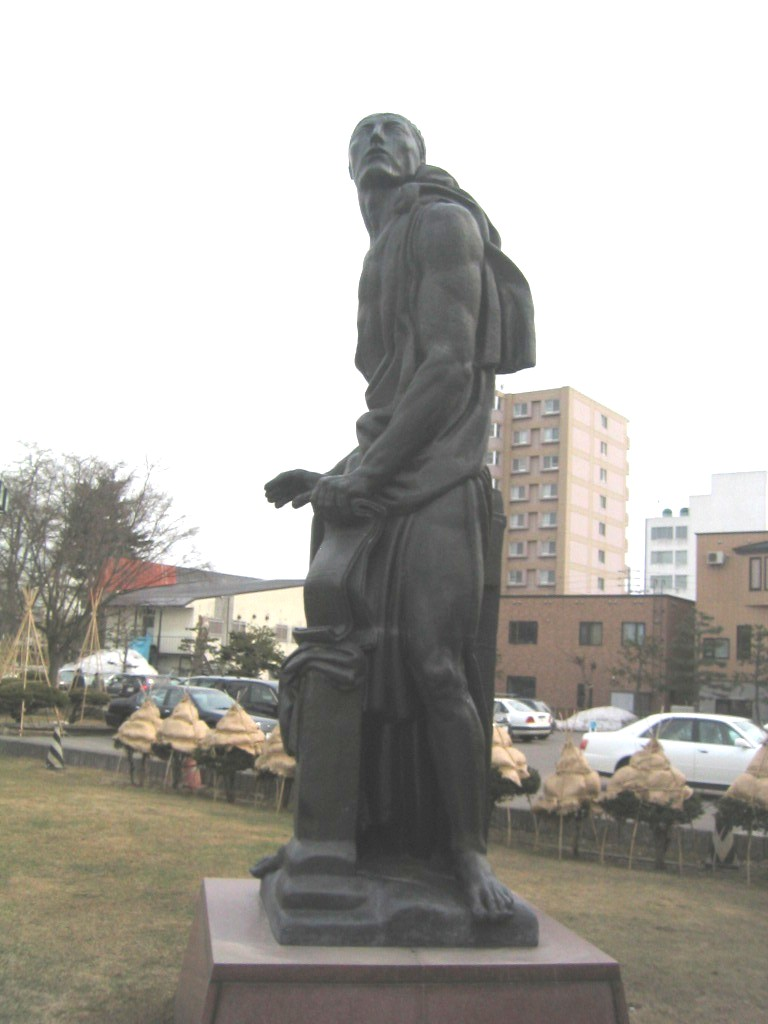
雄弁（常磐公園）

## 彫刻橋の野外彫刻
- 忠別橋
  - 『家族／作者：山内壮夫』
  - 『人No.13／作者：高橋清』- 第4回中原悌二郎賞の作品
  - 『月に飛ぶ／作者：加藤昭男』- 第5回中原悌二郎賞優秀賞の作品
  - 『かくれた恋／作者：流政之』- 第9回中原悌二郎賞代替の作品
- 両神橋
  - 『人間像・今の存在の像／作者：加藤顕清』、『婦人像・昼／作者：加藤顕清』、『浮游／作者：山内壮夫』
- 大正橋
  - 『トランペットの女／作者：神田比呂子』
- 花咲大橋
  - 『鶴の舞／作者：山内壮夫』、『隼の碑／作者：山内壮夫』
- 旭西橋
  - 『北の子／作者：板津邦夫』、『風の記憶／作者：板津邦夫』
- 緑橋
  - 『人間像・感情／作者：加藤顕清』
- 永隆橋
  - 『女／作者：笹戸千津子』、『微風／作者：笹戸千津子』
- 日の出橋
  - 『裸婦／作者：木内克』、『裸婦立像／作者：木内克』
- 新成橋
  - 『風の中の母子像／作者：山内壮夫』、『隼の碑／作者：山内壮夫』

## 河川敷の野外彫刻
- 『挟（きょう）／作者鈴木太加志』
- 『風紋／作者伊藤隆弘』-彫刻フェスタ2004公開制作
- 『神話－2004－／作者杉﨑正則』-彫刻フェスタ2004公開制作
- 『P－MAN／作者虎尾裕』
- 『流れ／作者乾純信』
- 『はじまりの舟／作者UNIT02』-彫刻フェスタ2002公開制作
- 『3つの柱　2つの門　1つの場／作者山谷圭司』-彫刻フェスタ2002公開制作
- 『ほほえみたんぽぽ／作者細井篤』-彫刻フェスタ2006公開制作
- 『Feel The Wind／作者川上りえ』-彫刻フェスタ2006公開制作

## 北海道療育園彫刻の森の野外彫刻
- 『交差する形／作者内田晴之』
- 『あい／作者笹戸千津子』
- 『開放Ⅵ／作者土谷武』
- 『連山夢想－旭川／作者眞板雅文』
- 『風の庵／作者渡辺行夫』
- 『浮くかたち－宙／作者植松奎二』
- 『人魚／作者佐藤忠良』
- 『小川に魚が帰った日／作者加藤昭男』
- 『子を守る母たち／作者山内壮夫』
- 『いつくしみの像／作者寺原実』
- 『森の中に／作者吾妻兼治郎』
- 『婦人像・昼／作者加藤顕清』
- 『風の中の母子像／作者山内壮夫』

## その他の野外彫刻
- 『スタルヒン像／作者本田明二』-日本プロ野球初の300勝投手の銅像
- 『青年像／作者新田実』-旭川市内における野外彫刻第一号
- 『凍れる滝／作者志水晴児』
- 『親和／作者高橋清』
- 『隼の碑／作者山内壮夫』
- 『石狩の夏／作者善本秀作』
- 『希望／作者笹戸千津子』
- 『まちぼうけ／作者岩野勇三』
- 『亜古／作者佐藤忠良』
- 『抱／作者折原久左ヱ門』
- 『橇の記／作者藤井忠行』
- 『三人／作者山内壮夫』
- 『メビウスの立方体／作者五十嵐晴夫』-第10回中原悌二郎賞優秀賞
- 『知の柱／作者高岡典男』-第25回中原悌二郎賞優秀賞代替
- 『鳥化する丘／作者中井延也』-第21回中原悌二郎賞優秀賞代替
- 『石走る（いはばしる）／作者寺田栄』-第34回中原悌二郎賞優秀賞
- 『Innocence-Wedge／作者西雅秋』第30回中原悌二郎賞優秀賞
- 『少年の夢／作者北村善平』
- 『塞の石組み／作者山谷圭司』-彫刻フェスタ2000公開制作
- 『重さのロンド／作者山谷圭司』
- 『春陽／作者石川浩』
- 『黎明の宙／作者善本秀作』

スタルヒン像（旭川スタルヒン球場）